# 王子平
王子平（1881年—1973年），字永安，男，回族，直隶（今河北）沧州人，中国武术家。上海八大伤科医师之一。

## 生平
王子平出身于武术世家，曾拜滑拳拳师沙宝兴、查拳门杰出人物杨鸿修等为师，被人称为“千斤王”，曾在北京、青岛等地击败多名外国来华炫耀的武师，在西北军的大刀队担任教练。因在青岛击败日本柔道家，被日本领事迫害，避居上海，做伤科医生。抗日战争胜利后，担任中央国术馆副馆长。
中华人民共和国成立后，曾任第一届中国武术协会副主席。1959年第一届全国运动会时担任了武术竞赛委员会主任。
晚年总结一生心得，撰写并出版《拳术二十法》、《祛病延年二十势》等著作。

## 社会兼职
兼任全国摔跤协会委员、上海市政协委员、市民族委员会委员，市体育委员会委员、上海市中医学会理事、伤科学会副主任以及上海市伊斯兰教协会副主任等职务。

## 家庭
女儿王菊蓉。

## 轶事
1922年，画家齐白石曾为他写了“南山搏猛虎，深潭驱长蛟”的条幅赠送。